# Megamelus piceus
Megamelus piceus är en insektsart som beskrevs av Van Duzee 1894. Megamelus piceus ingår i släktet Megamelus och familjen sporrstritar. Inga underarter finns listade i Catalogue of Life.